# Зікранці
Зікранці́ — село в Україні, в Оболонській сільській громади Кременчуцького району Полтавської області. Населення становить 10 осіб (за свідченням жителів на день села 21. 08. 2016 р.). Орган місцевого самоврядування — Оболонська сільська рада.

## Географія
Село Зікранці знаходиться на відстані 2 км від села Новий Калкаїв та Тукали. Місцевість навколо села заболочена.

## Історія
Назва села Зікранці походить від прізвища перших поселенців, які мали козацьке походження. Так, у 1781 р. в цій місцевості існував хутір козака Зікранця (1 хата) («Описи Київського намісництва 70-80-х рр. XVIII ст.», Київ, 1989 р.).
У 1859 р. на Зікранцевому хуторі вже було 9 дворів, у яких проживали 123 людини («Список населенных мест Полтавской губернии на 1859 г.», 1862 р.).

## Населення

### Мова
Розподіл населення за рідною мовою за даними перепису 2001 року:
| Мова       | Кількість | Відсоток |
| ---------- | --------- | -------- |
| українська | 100       | 94.34%   |
| російська  | 6         | 5.66%    |
| Усього     | 106       | 100%     |